# فورت تامز (کنتاکی)
فورت تامز (به انگلیسی: Fort Thomas) شهری در ایالت کنتاکی کشور ایالات متحده آمریکا است که جمعیت آن در سرشماری سال ۲۰۱۰ میلادی، ۱۶٬۳۲۵ نفر بوده‌است.